# Кирины
 Кирины — деревня в Кировской области. Входит в состав муниципального образования «Город Киров»

## География
Расположен на расстоянии примерно 8 км по прямой на запад от железнодорожного вокзала станции Киров.

## История
Известен с 1671 года как деревня Пенцово с 5 дворами, в 1764 (Пенцовская) 25 жителей, в 1802 2 двора. В 1873 году здесь (деревня Пеньковская или Корины) 5 дворов и 44 жителя,  в 1905 (Пащеевская или Кирины) 6 и 46, в 1926 (деревня Кирины или Пенцовская)  9 и 43, в 1950 (Кираны) 11 и 39, в 1989 уже не было учтено постоянных жителей. Настоящее название утвердилось с 1978 года. Административно подчиняется Ленинскому району города Киров.

## Население
Постоянное население составляло 0 человек в 2002 году, 2 в 2010.